# Piattaforma di ghiaccio Shackleton
La piattaforma di ghiaccio Shackleton è una grande piattaforma glaciale con una superficie di circa 33820 km² che costeggia la parte orientale dell'Antartide per circa 384 km con un fronte che si distanzia dalla costa da 64 km nella parte orientale a 145 km nella parte occidentale. La piattaforma è situata nel mare di Mawson e separa la costa della Regina Maria nella Terra della Regina Maria a ovest, dalla costa di Knox, nella Terra di Wilkes, a est.
La piattaforma risulta divisa in due dalla presenza di una vasta lingua di ghiaccio formata dal ghiacciaio Denman, che poi è il ghiacciaio che maggiormente partecipa all'alimentazione della piattaforma, assieme, ad esempio, al Roscoe, che entra nella parte più occidentale, e all'Apfel e allo Scott, che entrano nella parte centrale.

## Storia
La piattaforma fu scoperta nel febbraio del 1840 dalla United States Exploring Expedition (USEE) comandata da Charles Wilkes che ne mappò un'area dal ponte della USS Vincennes. Fu poi esplorata dalla spedizione Aurora (in inglese Aurora Expedition) il cui nome ufficiale era Australasian Antarctic Expedition comandata da Douglas Mawson (1911-14) che le diede il nome attuale in onore di Sir Ernest Shackleton. L'intera estensione della piattaforma fu poi dettagliatamente mappata grazie a fotografie aeree scattate dalla Marina militare degli Stati Uniti d'America (USN) durante l'operazione Highjump nel 1946-47. Ulteriori sorvoli effettuati da spedizioni sovietiche nel 1956 mostrarono che anche la regione ad est del ghiacciaio Scott era parte di questa piattaforma.